# Girolamo Muzio
Girolamo Muzio (Padoue, 1496 - La Paneretta, près de Sienne, 1576) était un écrivain et un poète italien du XVIe siècle.

## Biographie
Girolamo Muzio naquit le 12 mars 1496 à Padoue, où son père était maître d'école. Il passa sa jeunesse à Justinopoli, l'actuelle Capodistria, dont il prit le surnom de Giustinopolitano, c’est à-dire de Capo d'Istria. Son vrai nom n’était pas Muzio, mais Nuzio dont il lui plut de changer la première lettre. Après la mort de son père et des études de droit, il séjourna en 1518 à la cour de l'empereur Maximilien, à Vienne, à la suite de Pietro Bonomo, évêque de Trieste.
Girolamo Muzio a exercé auprès de diverses cours italiennes (Ferrare, Pesaro, Urbino) et mena des missions diplomatiques en Italie et à l’étranger. Ses qualités littéraires l'ont amené en 1540 à la cour de Savoie, donc à Nice, où il exerce la charge de précepteur du jeune prince Emmanuel-Philibert. Il y rédigea la première description littéraire de Nice (1542) où il fait état de la présence florale dans le paysage mais aussi dans les usages.
Il écrivit des traités d’arguments chevaleresques ainsi que des recueils poétiques en l’honneur de Tullia d'Aragon dont il fut amoureux pendant de nombreuses années. Il a édité le dialogue De l'Infinité d'amour de cette dernière.
À partir de 1545 Muzio s'engagea dans la polémique religieuse : il polémiqua avec Pier Paolo Vergerio (Vergeriane, 1550) et contre Bernardino Ochino (Mentite ochiniane, 1551), les principaux représentants du protestantisme italien. Il écrivit aussi les Lettere catholiche, traité polémique contre les protestants en quatre tomes (1571).
Tous ces ouvrages, assez estimés, n’enrichirent point l’auteur, qui vécut presque toujours dans l’indigence et qui se plaint amèrement de la fortune dans quelques-unes de ses lettres. Le pape Pie V lui avait accordé une pension ; mais ce pontife étant mort, Muzio quitta Rome, et alla à Barberino Val d'Elsa, dans la villa de son protecteur Ludovico Capponi, où il réunit les pièces composant son traité sur la langue, les Battaglie per diffesa dell'Italica lingua. Il mourut en 1576.

## Battaglie per diffesa dell’italica lingua
À la fin de sa vie, Girolamo Muzio avait réuni l’ensemble des textes composant son traité sur la langue, les Battaglie per diffesa dell'Italica lingua, voués à la défense de la langue littéraire vulgaire, sans toutefois avoir le temps de les publier. En 1582, son fils Giulio Cesare en donna une édition posthume, dédiée à Antonio Eudemonoiani, comte palatin du Latran, colonel au service de la république de Venise, descendant de la famille impériale des Paléologues.
Le recueil est constitué d’une suite de lettres à Gabriello Cesano (1490-1568) et à Bartolomeo Cavalcanti (1503-1562) sur le style de Boccace, à Renato Trivulzio, à Domenico Venier sur le Corbaccio de Boccace édité à Paris. Muzio polémique vigoureusement contre Benedetto Varchi, défendant contre l’option étroitement florentine, une conception plus compréhensive de la langue non pas toscane mais italienne. Il s’en prend également à Castelvetro et à Ruscelli. Les textes réunis dans les Battaglie avaient été composés sur plus de trente ans, du début des années 1530, avec l’épître dirigée contre l’apologie du latin de l’humaniste bolonais Romolo Quirino Amaseo, aux années 1575, avec la Varchina et les Annotationi sopra il Petrarca. Ces dernières sont particulièrement importantes dans l’élaboration d’une langue poétique classique ; Muzio analyse la langue du grand poète toscan qu’il soumet au crible d’un purisme intransigeant, soulignant ce qu’il juge être ses erreurs et ses licences. Tout en reconnaissant à Pétrarque un rôle de premier plan dans le Parnasse italien, Muzio ne manque pas de mettre en évidence ses imperfections, lexicales, mais aussi métriques et stylistiques, au nom d’un goût épuré dont il avait donné la théorie dans ses Tre libri dell’arte poetica (Venise, 1551). Il recommande un canon linguistique plus large, intégrant Dante et Boccace et les formes les plus élégantes de son temps. Les Annotationi furent soigneusement étudiées au XVIIe siècle par Alessandro Tassoni qui en reprit la substance dans ses propres Considerazioni sopra la poesia del Petrarca (Modène, 1609). L’édition du Canzoniere publiée en 1711 à Modène intègre dans le commentaire, avec les Osservazioni de Ludovico Antonio Muratori, les remarques de Tassoni et celles de Muzio.

## Œuvres

### Publications
Cet écrivain avait une plume féconde, et a laissé beaucoup d’ouvrages en divers genres. Les principaux sont :
- Delle Vergeriane libri IV, Venise, 1550, in-8°, en réponse à Pier Paolo Vergerio, qui avait abandonné l’évêché de Capo d’Istria pour embrasser la doctrine de Luther ;
- Lettere catoliche, libri IV, Venise, 1561, in-4°. Ces lettres sont comme une continuation de l’ouvrage précédent ;
- Difesa della Messa, de’ Santi, del Papato, Pesaro. 1568, in-8° ;
- Le Mentite ochiniane, Venise, 1551, in-8°, contre Bernardino Ochino, capucin apostat ;
- Il Duello, et La Faustina, deux traités contre le duel, le premier imprimé à Venise, 1558, in-8°, le second à Venise, 1560, in-8° ; Il Duello connut un certain succès et fut traduit en français par Antoine Chappuis (1562).
- Il Gentiluomo, Venise, 1565, in-4° : c’est un traité du devoir des nobles ;
- Le Battaglie del Muzio per difesa dell’italica lingua, Venise, Pietro Dusinelli, 1582 (lire en ligne) ;
- Istoria de’ fatti di Federigo di Monte Feltro, duca d’Urbino, Venise, 1605, in-4° ;
- des lettres, quelques Poésies, et des Notes sur Pétrarque, insérées dans l’édition de ce poète, donnée par Muratori.

### Poèmes
- Egloghe […] divise in cinque libri, Venise, Giolito, 1551 ;
- Rime diverse, Venise, Giolito, 1551.

## Sources
- François Xavier de Feller, « Muzio (Jérôme) », dans Biographie universelle, vol. 4, Paris, Outhenin-Chalandre fils, 1839 (lire en ligne), p. 551.
- Giusto Fontanini, Apostolo Zeno, Biblioteca dell’eloquenza italiana, Parme, 1803, I, p. 41-45.